# Arroyo Platanal, Mexiko
Arroyo Platanal är en ort i Mexiko.   Den ligger i kommunen San Juan Bautista Tlacoatzintepec och delstaten Oaxaca, i den sydöstra delen av landet, 300 km sydost om huvudstaden Mexico City. Arroyo Platanal ligger 660 meter över havet och antalet invånare är 127.
Terrängen runt Arroyo Platanal är bergig åt nordväst, men åt sydost är den kuperad. Runt Arroyo Platanal är det ganska glesbefolkat, med 30 invånare per kvadratkilometer. Närmaste större samhälle är San Felipe Usila, 5,7 km öster om Arroyo Platanal. I omgivningarna runt Arroyo Platanal växer i huvudsak städsegrön lövskog.